# Dmitrij Tołstienkow
Dmitrij Tołstienkow – ukraiński kolarz torowy, srebrny medalista mistrzostw świata. Największy sukces w swojej karierze Tołstenkow osiągnął w 1995 roku, kiedy podczas mistrzostw świata w Bogocie wspólnie z Ołeksandrem Symonenko, Serhijem Matwiejewem i Bohdanem Bondariewem wywalczył srebrny medal w drużynowym wyścigu na dochodzenie. Nie startował na igrzyskach olimpijskich.